# أحمد هاشم البغدادي
أحمد محمد هاشم بغدادي (1875-22 يناير 1933) فارسي الأصل ولد في بغداد وتربى فيها. قدم السودان شاباً عازباً فقيراً في العام 1900 فكان من أوائل المدنيين الذين وفدوا للسودان بعد فتح كتشنر للخرطوم. عمل بغدادي في تجارة التحف التي جمع منها ثروة طائلة وجهها في شراء العقارات فامتلك عدداً كبيراً من القطع السكنية والمنازل والوكالات والمكاتب في سوق أم درمان وسوق الخرطوم. أما الدكان الذي كان يعمل فيه فقد أصبح في أواخر ستينات القرن السابق دكاناً مؤجراً للخياط (شبيرقلة).

## حياته الخاصة
كان بغدادي منعزلاً عن الناس نوعاً ما لكن أحبه كل من عرفه عن قرب، فقد كان ذكياً ومثقفاً وحسب رواية المقربين إليه من الأطباء من بينهم الدكتور على بدري ودكتور الهادي النقر كانت له آراء متحررة لكنهم لم يعطونا أمثلة لتلك الآراء. كان شغوفاً بدراسة الشعر الفارسي متحمساً ودارساً لشعرائه وكثيراً ما كان يقرأ بعض أشعارهم على زواره. تحدث العربية بلكنة أجنبية لكن لم يكن يعرف الإنجليزية. تزوج امرأة من إحدى عوائل مدينة أم درمان لم ينجب منها ولم تكن في عصمته حين عرفه طلاب الطب ولم يعرفوا عن هذه السيدة شيئاً ولا عن عائلتها. لم يعرف أي شيء عن أصوله لكن زاره لفترة قصيرة أحد أبناء عمومته. لم يعش معه في منزله طوال حياته غير بعض الخدم من مصر وبغداد.

## البغدادي وكلية الطب
عندما أعلن مشروع إنشاء مدرسة الطب تخليداً للورد كتشنر الذي غرقت سفيتنه في البحر أثناء الحرب العالمية الأولى في العام 1916، كان بغدادي أول المساهمين وفي 27 سبتمبر 1917 أوقف مدى الحياة بعض عقاراته في أم درمان والخرطوم لصالح إعالة ودفع مصاريف الدراسة للطلاب الفقراء والمحتاجين من طلاب تلك المدرسة على أساس الاستحقاق والأهلية دون تفرقة على أساس لون أو عرق أو دين.
أعطى أحمد بك رعايته الأبوية لطلاب مدرسة كتشنر الطبية (كلية الطب، جامعة الخرطوم لاحقاً) منذ إنشائها وكان حريصاً على راحة الطلبة، أطعمهم بسخاء وأعطى كل طالب جنيهاً كل شهر للباسهم. قام بزيارتهم في داخليتهم متفقداً أحوالهم وقاموا هم بزيارته في منزله بانتظام فقد كان بيته قريباً من الداخلية. كان بيته ملاذاً لطلاب الطب يؤمونه دون حرج أو استئذان، وعندما زاد عدد طلاب المدرسة بعد سنوات من افتتاحها خصص منزله بطابقيه داخلية لهم.
عند افتتاح مدرسة كتشنر الطبية في 29 فبراير 1924، كان البغدادي أول من وقع في دفتر الزوار، وعندما كون مجلس المدرسة كان أحد أعضائه وأحد أعضاء اللجنة التنفيذية المنوط بها إدارة المدرسة. ظهرت صورته مع كل الخريجين في كل سنوات حياته في الأعوام 1928 و1929 و1931 و1932.

## تكريمه
تكريماً له، منحه الملك جورج الخامس لقب (MBE) ومنحته الحكومة المصرية (ميدالية النيل) ولقب بك. سمت كلية الطب إحدى قاعاتها باسمه وسمت مدينة الخرطوم شارعاً باسمه أيضاً، كما قام الخريجون بزيارة قبره ووضعوا قبة على شكل قبة المدرسة فوقه تخليداً لذكراه وعرفاناً بفضله.

## وفاته
تمنى البغدادي أن يموت ويدفن في السودان، فقام بتحضير قبره في مقابر فاروق بالخرطوم وكان ذلك القبر يشبه المقابر المصرية وكان يزوره كل عام. تحققت أمنيته إذ توفي البغدادي في الخرطوم في 22 يناير 1933 متأثراً بذات الرئة المزدوجة (Double pneumonia) واليرقان وقد كانت هذه أمراض قاتلة في ذلك الوقت فالمضادات الحيوية بأنواعها لم تعرف بعد. دفن البغدادي في مقبرته مشيعاً بطلاب وخريجي مدرسة كتشنر الطبية وأعيان البلد.

## وقف البغدادي
شمل وقف البغدادي ستة قطع في الخرطوم، نادي واحد، أربعة عشرة دكاناً، ثلاثة منازل، نصف وكالة في أم درمان والثلث في خمسة دكاكين كانت شراكة بينه وبين عبد المسيح تادرس وبولس جرجس سليمان وذلك على سبيل المثال لا الحصر. من بين عقارات البغدادي هناك 33 محلاً مؤجراً في سوق الخرطوم منها مبنى الحلواني شارع الجمهورية ومبنى الفوال غرب ميدان الأمم المتحدة ومبنى مكتبة الكتاب المقدس في المحطة الوسطى بالخرطوم و14 قطعة في سوق أمدرمان.
ما زال وقف البغدادي قائماً يديره (ناظر الوقف) و(مجلس أمناء وقف البغدادي) كما هناك أيضاً (اللجنة الاستثمارية لوقف البغدادي). لاحظت جامعة الخرطوم في العام 1968 أن العائد من ذلك الوقف رغم كبر حجمه كان قليلاً وأن مبانيه في أسوأ أحوالها، فقررت هدم بعض تلك المباني وإعادة بنائها حتى تتجاوز عوائق قانون الإيجارة السائد. نجحت الجامعة في مساعيها في العام 1971 حين وافقت السلطات على عدة خطوات من شأنها أن تسهل التعاون مع الوقف والنهوض به.